# Římskokatolická farnost Sopoty
Římskokatolická farnost Sopoty je územním společenstvím římských katolíků v rámci havlíčkobrodského vikariátu královéhradecké diecéze.

## O farnosti

### Historie
První zmínka o sopotském kostele je z roku 1358, kdy je také doložen jeho patronát. Do kostela v roce 1652 byla darována kopie obrazu Panny Marie Pasovské. Kostel se díky tomu stal poutním místem. Farnost v té době již neexistovala. Sopoty byly do roku 1697 filiálkou farnosti v Přibyslavi, v uvedeném roce byly převedeny do krucemburské farnosti. V roce 1761 byla v Sopotech zřízena lokálie, povýšená v roce 1860 na samostatnou farnost. Sídelního duchovního správce měla farnost ještě počátkem 70. let 20. století, později však přestala být obsazována.

### Současnost
Farnost je administrována ex currendo z Krucemburku.
| Fotografie | Kostel                        | Místo   | Bohoslužba             | Bohoslužba             | Poznámka        |
| ---------- | ----------------------------- | ------- | ---------------------- | ---------------------- | --------------- |
|            | Kostel Navštívení Panny Marie | Sopoty  | sobota                 | 16.30                  | farní kostel    |
|            | Kaple Panny Marie Bolestné    | Střížov | neslouží se pravidelně | neslouží se pravidelně | filiální kostel |